# Northern Bruce Peninsula
Northern Bruce Peninsula es un municipio canadiense situado en la provincia de Ontario.

## Superficie
Northern Bruce Peninsula tiene una superficie de 775,7 km².

## Demografía
En 2021, tenía 4404 habitantes, una densidad poblacional de 5,7 hab./km², y 5101 viviendas.